# Gerongia rifkinae
Gerongia rifkinae är en nässeldjursart som beskrevs av Lisa-ann Gershwin och Philip Alderslade 2007. Gerongia rifkinae ingår i släktet Gerongia och familjen Tamoyidae. Inga underarter finns listade i Catalogue of Life.